# Zhong Kui

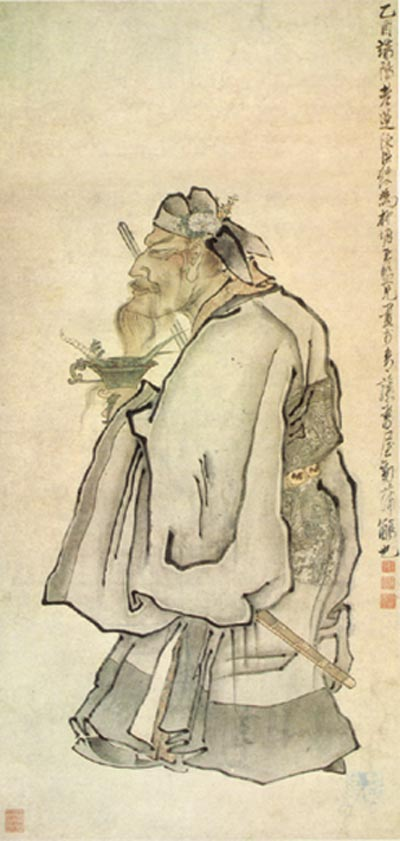
Zhong Kui na obrazie Chen Hongshou (1598–1652)

Zhong Kui (chiń. 鍾馗; pinyin Zhōng Kuí) – postać z mitologii chińskiej, łowca demonów.
Jego wizerunek wywiesza się pod koniec roku lub piątego dnia piątego miesiąca celem odstraszenia złych mocy. Tradycyjnym atrybutem Zhong Kui jest miecz, za pomocą którego wypędza on szkodzące ludziom demony.
Zhong Kui jest popularną postacią chińskiego folkloru, występuje w wielu dramatach i utworach literackich. Według najbardziej rozpowszechnionej legendy był biednym uczonym mieszkającym na zachodzie Chin, który pragnął przystąpić do egzaminów urzędniczych. Po drodze do pałacu odwiedził świątynię, gdzie pijany obraził mnichów. Za karę bogini Guanyin sprawiła, że stał się brzydki. Niedopuszczony do egzaminów z powodu odrażającego wyglądu popełnił samobójstwo. Po śmierci został strażnikiem wejścia do piekła, gdzie ma pod swoją komendą 84 tysiące duchów.
Postać Zhong Kui wywodzi się prawdopodobnie ze zwyczajów prastarego święta No, obchodzonego dawniej przed Nowym Rokiem. W jego trakcie mężczyźni zakładali maski wyobrażające bogów i wypędzali z miasta wszystkie złe moce do rzeki.